# Coupe du monde des clubs de la FIFA 2011
Navigation
Émirats arabes unis 2010 Japon 2012
La Coupe du monde des clubs 2011 est la 8e édition de la Coupe du monde des clubs de la FIFA.  Elle se tient du 8 au 18 décembre 2011 au Japon pour la cinquième fois de son histoire après deux éditions aux Émirats arabes unis. Le pays organisateur a été choisi en mai 2008 par la Fédération internationale de football association (FIFA).
Les clubs champions continentaux des six confédérations continentales de football disputent le tournoi en compagnie du Kashiwa Reysol, qualifié en tant que champion du pays organisateur.
Le FC Barcelone remporte la finale de la compétition en battant par quatre buts à zéro le Santos FC.

## Candidatures
Quatre pays se sont portés candidats à l'organisation de cette compétition :
- Japon
- Australie
- Portugal
- Émirats arabes unis

Après le retrait du Portugal, la FIFA annonce en mai 2008, que les Émirats arabes unis organiseront les éditions 2009 et 2010 de la compétition et que le Japon organisera les deux éditions suivantes,.
Lors de sa visite au Japon le 23 mai 2011, Sepp Blatter, le président de la FIFA, confirme que le pays organisera les deux compétitions et ce malgré le séisme et le tsunami qui ont ravagé le pays en 2011.

## Clubs qualifiés
Les équipes participant à la compétition, sont les vainqueurs des plus grandes compétitions inter-clubs de chaque confédération. Le vainqueur de la confédération océanienne doit quant à lui affronter le vainqueur du championnat du pays hôte.
| Club                        | Pays                     | Confédération            | Épreuve qualificative                        |
| Rentrent en demi-finales    | Rentrent en demi-finales | Rentrent en demi-finales | Rentrent en demi-finales                     |
| --------------------------- | ------------------------ | ------------------------ | -------------------------------------------- |
| FC Barcelone                | Espagne                  | UEFA                     | Ligue des champions de l'UEFA 2010-2011      |
| Santos FC                   | Brésil                   | CONMEBOL                 | Copa Libertadores 2011                       |
| Rentrent au second tour     |                          |                          |                                              |
| CF Monterrey                | Mexique                  | CONCACAF                 | Ligue des champions de la CONCACAF 2010-2011 |
| Espérance Sportive de Tunis | Tunisie                  | CAF                      | Ligue des champions de la CAF 2011           |
| Al-Sadd                     | Qatar                    | AFC                      | Ligue des champions de l'AFC 2011            |
| Rentrent au premier tour    |                          |                          |                                              |
| Auckland City               | Nouvelle-Zélande         | OFC                      | Ligue des champions de l'OFC 2010-2011       |
| Kashiwa Reysol              | Japon                    | AFC                      | Japan League 2011 (pays hôte)                |

## Organisation
| \| Toyota Yokohama \| Sites de la Coupe du monde des clubs 2011 |
| Toyota Yokohama                                                 |

| Toyota Yokohama |

| \| Toyota Yokohama \| Sites de la Coupe du monde des clubs 2011 |
| Toyota Yokohama                                                 |

| Toyota Yokohama |

| Premier tour           | 8 décembre     |
| Second tour            | 11 décembre    |
| Match pour la 5e place | 14 décembre    |
| Demi-finales           | 14-15 décembre |
| Match pour la 3e place | 18 décembre    |
| Finale                 | 18 décembre    |

| Afrique - Désiré Doué Noumandiez Assistants : - Songuifolo Yeo - Djibril Camara Asie - Ravshan Irmatov - Yuichi Nishimura Assistants : - Abdukhamidullo Rasulov - Bakhadyr Kochkarov - Toshiyuki Nagi - Toru Sagara Europe - Nicola Rizzoli Assistants : - Renato Faverani - Andrea Stefani | CONCACAF - Joel Aguilar Assistants : - William Torres Mejia - Juan Francisco Zumba Océanie - Peter O'Leary Assistants : - Jan-Hendrik Hintz - Ravinesh Kumar CONMEBOL - Enrique Osses Assistants : - Francisco Mondria - Carlos Alexis Astroza |

## Tournoi
Les rencontres du tournoi se disputent selon les lois du jeu, qui sont les règles du football définies par l'International Football Association Board (IFAB).
En cas d'égalité à l'issue du temps réglementaire, une prolongation de 30 minutes est jouée et le cas échéant une séance de tirs au but. Pour les matchs de classement (troisième et cinquième places), il n'y a pas de prolongation, seule la séance de tirs au but est éventuellement jouée.
Le tirage au sort a lieu le 17 novembre 2011 à Nagoya.

### Tableau
|  | 1er tour               | 1er tour             |                        |          | 2e tour              | 2e tour              |                 |                 | Demi-finales | Demi-finales |  |  | Finale                 | Finale                 |
|  | 8 décembre - Toyota    |                      |                        |          |                      |                      |                 |                 |              |              |  |  |                        |                        |
|  | Kashiwa Reysol         | 2                    |                        |          | 11 décembre - Toyota | 11 décembre - Toyota |                 |                 |              |              |  |  |                        |                        |
|  | Kashiwa Reysol         | 2                    |                        |          | 11 décembre - Toyota | 11 décembre - Toyota |                 |                 |              |              |  |  |                        |                        |
|  | Auckland City          | 0                    |                        |          | Kashiwa Reysol       | 1ap (4)              |                 |                 |              |              |  |  |                        |                        |
|  | Auckland City          | 0                    | 14 décembre - Toyota   |          | Kashiwa Reysol       | 1ap (4)              |                 |                 |              |              |  |  |                        |                        |
|  |                        |                      |                        |          | CF Monterrey         | 1 tab(3)             |                 |                 |              |              |  |  |                        |                        |
|  | Kashiwa Reysol         | 1                    |                        |          | CF Monterrey         | 1 tab(3)             |                 |                 |              |              |  |  |                        |                        |
|  | Kashiwa Reysol         | 1                    |                        |          |                      |                      |                 |                 |              |              |  |  |                        |                        |
|  |                        |                      | Santos                 | 3        |                      |                      |                 |                 |              |              |  |  |                        |                        |
|  |                        |                      | Santos                 | 3        |                      |                      |                 |                 |              |              |  |  |                        |                        |
|  |                        |                      | 18 décembre - Yokohama |          |                      |                      |                 |                 |              |              |  |  |                        |                        |
|  |                        |                      |                        |          |                      |                      |                 |                 |              |              |  |  |                        |                        |
|  | Santos                 | 0                    |                        |          |                      |                      |                 |                 |              |              |  |  |                        |                        |
|  | Santos                 | 0                    | 11 décembre - Toyota   |          |                      |                      |                 |                 |              |              |  |  |                        |                        |
|  |                        | FC Barcelone         | 4                      |          |                      |                      |                 |                 |              |              |  |  |                        |                        |
|  |                        |                      | 4                      | ES Tunis | 1                    |                      |                 |                 |              |              |  |  |                        |                        |
|  | 15 décembre - Yokohama |                      |                        | ES Tunis | 1                    |                      |                 |                 |              |              |  |  |                        |                        |
|  |                        | Al-Sadd              | 2                      |          |                      |                      |                 |                 |              |              |  |  |                        |                        |
|  | Al-Sadd                | Al-Sadd              | 2                      | 0        |                      |                      |                 |                 |              |              |  |  |                        |                        |
|  | Al-Sadd                | Cinquième place      | Cinquième place        | 0        |                      |                      | Troisième place | Troisième place |              |              |  |  |                        |                        |
|  |                        | Cinquième place      | Cinquième place        |          | FC Barcelone         | 4                    | Troisième place | Troisième place |              |              |  |  |                        |                        |
|  | CF Monterrey           | 3                    | Kashiwa Reysol         | 0 (3)    | FC Barcelone         | 4                    |                 |                 |              |              |  |  |                        |                        |
|  | CF Monterrey           | 3                    | Kashiwa Reysol         | 0 (3)    |                      |                      |                 |                 |              |              |  |  |                        |                        |
|  | ES Tunis               | 2                    | Al-Sadd                | 0 tab(5) |                      |                      |                 |                 |              |              |  |  |                        |                        |
|  | ES Tunis               | 2                    | Al-Sadd                | 0 tab(5) |                      |                      |                 |                 |              |              |  |  |                        |                        |
|  | 14 décembre - Toyota   | 14 décembre - Toyota |                        |          |                      |                      |                 |                 |              |              |  |  | 18 décembre - Yokohama | 18 décembre - Yokohama |

### Premier tour
| 8 décembre 2011 | Kashiwa Reysol                     | 2 - 0   | Auckland City | Stade de Toyota, Toyota                         |                                                 |
| 19 h 45 (UTC+9) | Junya Tanaka 37e · Masato Kudo 40e | (2 - 0) |               | Spectateurs : 18 754 Arbitrage : Nicola Rizzoli | Spectateurs : 18 754 Arbitrage : Nicola Rizzoli |
| 19 h 45 (UTC+9) | Rapport                            |         |               | Spectateurs : 18 754 Arbitrage : Nicola Rizzoli | Spectateurs : 18 754 Arbitrage : Nicola Rizzoli |

### Second tour
| 11 décembre 2011 | Espérance Sportive de Tunis | 1 - 2   | Al-Sadd                                   | Stade de Toyota, Toyota                        |                                                |
| 16 h (UTC+9)     | Oussama Darragi 60e         | (0 - 1) | 33e Khalfan Al-Khalfan · 49e Abdulla Koni | Spectateurs : 21 251 Arbitrage : Enrique Osses | Spectateurs : 21 251 Arbitrage : Enrique Osses |
| 16 h (UTC+9)     | Rapport                     |         |                                           | Spectateurs : 21 251 Arbitrage : Enrique Osses | Spectateurs : 21 251 Arbitrage : Enrique Osses |

| 11 décembre 2011 | Kashiwa Reysol                                                                      | 1 - 1 (a.p.)      | CF Monterrey                                                                 | Stade de Toyota, Toyota                        |                                                |
| 19 h 30 (UTC+9)  | Leandro Domingues 53e                                                               | (0 - 0)           | 58e Humberto Suazo                                                           | Spectateurs : 27 525 Arbitrage : Peter O'Leary | Spectateurs : 27 525 Arbitrage : Peter O'Leary |
| 19 h 30 (UTC+9)  | Rapport                                                                             |                   |                                                                              | Spectateurs : 27 525 Arbitrage : Peter O'Leary | Spectateurs : 27 525 Arbitrage : Peter O'Leary |
| 19 h 30 (UTC+9)  | Leandro Domingues · Jorge Wagner · Ryoichi Kurisawa · Junya Tanaka · Ryohei Hayashi | Tirs au but 4 - 3 | Luis Pérez · Humberto Suazo · Walter Ayoví · Jonathan Orozco · César Delgado | Spectateurs : 27 525 Arbitrage : Peter O'Leary | Spectateurs : 27 525 Arbitrage : Peter O'Leary |

### Match pour la cinquième place
| 14 décembre 2011 | CF Monterrey                                           | 3 - 2   | Espérance Sportive de Tunis                     | Stade de Toyota, Toyota                          |                                                  |
| 16 h 30 (UTC+9)  | Hiram Mier 39e · Aldo de Nigris 44e · Jesús Zavala 47e | (2 - 1) | 31e Yannick N'Djeng · 76e (pen.) Khaled Mouelhi | Spectateurs : 13 639 Arbitrage : Ravshan Irmatov | Spectateurs : 13 639 Arbitrage : Ravshan Irmatov |
| 16 h 30 (UTC+9)  | Rapport                                                |         |                                                 | Spectateurs : 13 639 Arbitrage : Ravshan Irmatov | Spectateurs : 13 639 Arbitrage : Ravshan Irmatov |

### Demi-finales
| 14 décembre 2011 | Kashiwa Reysol   | 1 - 3   | Santos                               | Stade de Toyota, Toyota                         |                                                 |
| 19 h 30 (UTC+9)  | Hiroki Sakai 54e | (0 - 2) | 19e Neymar · 24e Borges · 63e Danilo | Spectateurs : 29 173 Arbitrage : Nicola Rizzoli | Spectateurs : 29 173 Arbitrage : Nicola Rizzoli |
| 19 h 30 (UTC+9)  | Rapport          |         |                                      | Spectateurs : 29 173 Arbitrage : Nicola Rizzoli | Spectateurs : 29 173 Arbitrage : Nicola Rizzoli |

| 15 décembre 2011 | Al-Sadd | 0 - 4   | FC Barcelone                                                       | Stade Nissan, Yokohama                        |                                               |
| 19 h 30 (UTC+9)  |         | (0 - 2) | 25e Adriano · 43e Adriano · 64e Seydou Keita · 81e Sherrer Maxwell | Spectateurs : 66 298 Arbitrage : Joel Aguilar | Spectateurs : 66 298 Arbitrage : Joel Aguilar |
| 19 h 30 (UTC+9)  | Rapport |         |                                                                    | Spectateurs : 66 298 Arbitrage : Joel Aguilar | Spectateurs : 66 298 Arbitrage : Joel Aguilar |

### Match pour la troisième place
| 18 décembre 2011 | Kashiwa Reysol                                                  | 0 - 0             | Al-Sadd                                                                        | Stade Nissan, Yokohama                                  |                                                         |
| 16 h 30 (UTC+9)  |                                                                 | (0 - 0)           |                                                                                | Spectateurs : 60 527 Arbitrage : Désiré Doué Noumandiez | Spectateurs : 60 527 Arbitrage : Désiré Doué Noumandiez |
| 16 h 30 (UTC+9)  | Rapport                                                         |                   |                                                                                | Spectateurs : 60 527 Arbitrage : Désiré Doué Noumandiez | Spectateurs : 60 527 Arbitrage : Désiré Doué Noumandiez |
| 16 h 30 (UTC+9)  | Jorge Wagner · Masakatsu Sawa · Ryohei Hayashi · Hidekazu Otani | Tirs au but 3 - 5 | Mamadou Niang · Kader Keita · Ibrahim Majid · Hassan Al Haidos · Nadir Belhadj | Spectateurs : 60 527 Arbitrage : Désiré Doué Noumandiez | Spectateurs : 60 527 Arbitrage : Désiré Doué Noumandiez |

### Finale
| 18 décembre 2011 | Santos  | 0 - 4   | FC Barcelone                                                       | Stade Nissan, Yokohama | |
| 19 h 30 (UTC+9)  |         | (0 - 3) | 17e Lionel Messi · 24e Xavi · 45e Cesc Fàbregas · 82e Lionel Messi | Spectateurs : 68 166 Arbitrage : Ravshan Irmatov (Principal) Abdukhamidullo Rasulov (Assistant) Bakhadyr Kochkarov (Assistant) Yuichi Nishimura (Quatrième) | Spectateurs : 68 166 Arbitrage : Ravshan Irmatov (Principal) Abdukhamidullo Rasulov (Assistant) Bakhadyr Kochkarov (Assistant) Yuichi Nishimura (Quatrième) |
| 19 h 30 (UTC+9)  | Rapport |         |                                                                    | Spectateurs : 68 166 Arbitrage : Ravshan Irmatov (Principal) Abdukhamidullo Rasulov (Assistant) Bakhadyr Kochkarov (Assistant) Yuichi Nishimura (Quatrième) | Spectateurs : 68 166 Arbitrage : Ravshan Irmatov (Principal) Abdukhamidullo Rasulov (Assistant) Bakhadyr Kochkarov (Assistant) Yuichi Nishimura (Quatrième) |

| Santos | FC Barcelone |

| G               | 1  | Rafael Cabral      |  |         |
| D               | 6  | Durval (en)        |  |         |
| D               | 2  | Edu Dracena        |  | 74e     |
| D               | 3  | Léo                |  |         |
| D               | 4  | Danilo             |  | 31e     |
| D               | 14 | Bruno Rodrigo (en) |  |         |
| M               | 5  | Arouca             |  |         |
| M               | 7  | Henrique           |  |         |
| M               | 10 | Ganso              |  | 73e 83e |
| A               | 9  | Borges             |  | 78e     |
| A               | 11 | Neymar             |  |         |
| Remplacements : |    |                    |  |         |
| M               | 8  | Elano              |  | 31e     |
| A               | 19 | Alan Kardec        |  | 78e     |
| M               | 18 | Ibson              |  | 83e     |
| Entraîneur :    |    |                    |  |         |
| Muricy Ramalho  |    |                    |  |         |

| G               | 1  | Víctor Valdés     |  |         |
| D               | 2  | Dani Alves        |  |         |
| D               | 3  | Gerard Piqué      |  | 39e 56e |
| D               | 5  | Carles Puyol      |  | 85e     |
| D               | 22 | Éric Abidal       |  |         |
| M               | 4  | Cesc Fàbregas     |  | 45e     |
| M               | 6  | Xavi              |  | 24e     |
| M               | 8  | Andrés Iniesta    |  |         |
| M               | 11 | Thiago            |  | 78e     |
| M               | 16 | Sergio Busquets   |  |         |
| A               | 10 | Lionel Messi      |  | 17e 82e |
| Remplacements : |    |                   |  |         |
| M               | 14 | Javier Mascherano |  | 56e 71e |
| A               | 17 | Pedro             |  | 78e     |
| D               | 24 | Andreu Fontàs     |  | 85e     |
| Entraîneur :    |    |                   |  |         |
| Josep Guardiola |    |                   |  |         |

## Récompenses
| Rang | Club                        | Pays             | Prime       |
| ---- | --------------------------- | ---------------- | ----------- |
| 1    | FC Barcelone                | Espagne          | 5 000 000 $ |
| 2    | Santos FC                   | Brésil           | 4 000 000 $ |
| 3    | Al-Sadd                     | Qatar            | 2 500 000 $ |
| 4    | Kashiwa Reysol              | Japon            | 2 000 000 $ |
| 5    | CF Monterrey                | Mexique          | 1 500 000 $ |
| 6    | Espérance Sportive de Tunis | Tunisie          | 1 000 000 $ |
| 7    | Auckland City               | Nouvelle-Zélande | 500 000 $   |

| Prix              | Lauréat        | Club         |
| ----------------- | -------------- | ------------ |
| Ballon d'or       | Lionel Messi   | FC Barcelone |
| Ballon d'argent   | Xavi Hernandez | FC Barcelone |
| Ballon de bronze  | Neymar         | Santos FC    |
| Prix du fair-play | FC Barcelone   | FC Barcelone |

## Classement des buteurs
| Rang | Joueur       | Club         | Buts |
| ---- | ------------ | ------------ | ---- |
| 1    | Adriano      | FC Barcelone | 2    |
| 1    | Lionel Messi | FC Barcelone | 2    |

| Joueurs ayant inscrit un but | Joueurs ayant inscrit un but | Joueurs ayant inscrit un but | Joueurs ayant inscrit un but |
| ---------------------------- | ---------------------------- | ---------------------------- | ---------------------------- |
| 3                            | Junya Tanaka                 | Kashiwa Reysol               | 1                            |
| 3                            | Hiroki Sakai                 | Kashiwa Reysol               | 1                            |
| 3                            | Masato Kudo                  | Kashiwa Reysol               | 1                            |
| 3                            | Leandro Domingues            | Kashiwa Reysol               | 1                            |
| 3                            | Khalfan Al-Khalfan           | Al-Sadd                      | 1                            |
| 3                            | Abdulla Koni                 | Al-Sadd                      | 1                            |
| 3                            | Hiram Mier                   | CF Monterrey                 | 1                            |
| 3                            | Aldo de Nigris               | CF Monterrey                 | 1                            |
| 3                            | Jesús Zavala                 | CF Monterrey                 | 1                            |
| 3                            | Humberto Suazo               | CF Monterrey                 | 1                            |
| 3                            | Khaled Mouelhi               | Espérance Sportive de Tunis  | 1                            |
| 3                            | Oussama Darragi              | Espérance Sportive de Tunis  | 1                            |
| 3                            | Yannick N'Djeng              | Espérance Sportive de Tunis  | 1                            |
| 3                            | Neymar                       | Santos                       | 1                            |
| 3                            | Humberlito Borges            | Santos                       | 1                            |
| 3                            | Danilo                       | Santos                       | 1                            |
| 3                            | Sherrer Maxwell              | FC Barcelone                 | 1                            |
| 3                            | Seydou Keita                 | FC Barcelone                 | 1                            |
| 3                            | Xavi Hernandez               | FC Barcelone                 | 1                            |
| 3                            | Cesc Fàbregas                | FC Barcelone                 | 1                            |